# Xã Dutch Creek, Quận Yell, Arkansas
Xã Dutch Creek (tiếng Anh: Dutch Creek Township) là một xã thuộc quận Yell, tiểu bang Arkansas, Hoa Kỳ. Năm 2010, dân số của xã này là 109 người.